# Amandus Hahn

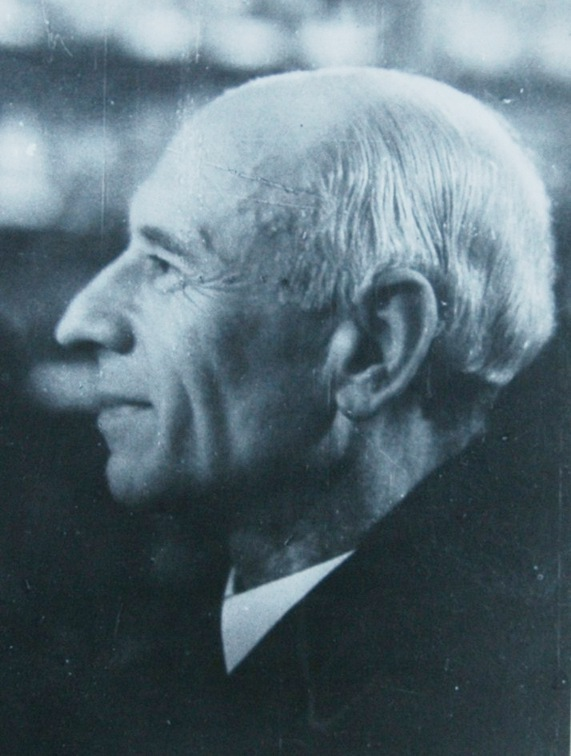
Amandus Hahn

Amandus Wilhelm Luitpold Emil Louis Heinrich Hahn (* 16. Januar 1889 in Düsseldorf; † 1. Januar 1952 in München) war ein deutscher Physiologe und physiologischer Chemiker.

## Leben
Hahn studierte Biologie in München. Dort promovierte er 1911 zum Dr. phil. bei Richard von Hertwig und 1914 zum Doktor der Medizin. Anschließend forschte er unter Leitung von Nobelpreisträger Hans Fischer über Pyrrolsynthesen, Blut- und Gallenfarbstoffe.
Als Oberstabsarzt nahm er am Ersten Weltkrieg teil. 1919 habilitierte er sich und wurde 1924 außerordentlicher Professor.
Sein Hauptinteresse galt der Erforschung der Eigenschaften und der Wirkungsweise von Fermenten.
Er folgte Hans Fischer, Leiter der Chemisch-Physiologischen Abteilung am Physiologischen Institut der Ludwig-Maximilians-Universität München und war von 1942 bis 1952 Direktor des Institutes; 1947 ordentlicher Professor. Ihm folgte Nobelpreisträger Adolf Butenandt.
Hahn war seit 1944 Mitglied der Bayerischen Akademie der Wissenschaften.
Wie Hans Fischer unterstützte Hahn den Münchener Mediziner Friedrich von Müller bei der Bearbeitung des Standardwerkes Taschenbuch der medizinisch-klinischen Diagnostik.

## Veröffentlichungen
- Bedeutung des Massenwirkungsgesetzes für die Physiologie. 1921.
- Einführung in die physiologisch-chemischen Arbeitsmethoden. 1936.
- Grundzüge der Lehre vom Stoffwechsel und der Ernährung. 1938.
- Grundrisse der physiologischen Chemie für Studierende. 1946.